# Blendecques
Blendecques és un municipi francès situat al departament del Pas de Calais i a la regió dels Alts de França. L'any 2007 tenia 5.090 habitants.

## Demografia

### Població
El 2007 la població de fet de Blendecques era de 5.090 persones. Hi havia 1.856 famílies de les quals 398 eren unipersonals (133 homes vivint sols i 265 dones vivint soles), 583 parelles sense fills, 702 parelles amb fills i 173 famílies monoparentals amb fills.
La població ha evolucionat segons el següent gràfic:
Habitants censats

### Habitatges
El 2007 hi havia 1.997 habitatges, 1.904 eren l'habitatge principal de la família, 10 eren segones residències i 83 estaven desocupats. 1.897 eren cases i 90 eren apartaments. Dels 1.904 habitatges principals, 1.330 estaven ocupats pels seus propietaris, 530 estaven llogats i ocupats pels llogaters i 44 estaven cedits a títol gratuït; 6 tenien una cambra, 68 en tenien dues, 177 en tenien tres, 496 en tenien quatre i 1.157 en tenien cinc o més. 1.397 habitatges disposaven pel capbaix d'una plaça de pàrquing. A 934 habitatges hi havia un automòbil i a 665 n'hi havia dos o més.

### Piràmide de població
La piràmide de població per edats i sexe el 2009 era:
| Homes | Edats   | Dones |
| ----- | ------- | ----- |
| 0     | 95 o +  | 1     |
| 6     | 90 a 94 | 10    |
| 10    | 85 a 89 | 28    |
| 20    | 80 a 84 | 51    |
| 45    | 75 a 79 | 70    |
| 72    | 70 a 74 | 92    |
| 106   | 65 a 69 | 114   |
| 92    | 60 a 64 | 108   |
| 86    | 55 a 59 | 108   |
| 224   | 50 a 54 | 129   |
| 165   | 45 a 49 | 193   |
| 188   | 40 a 44 | 199   |
| 161   | 35 a 39 | 172   |
| 209   | 30 a 34 | 200   |
| 186   | 25 a 29 | 208   |
| 216   | 20 a 24 | 113   |
| 222   | 15 a 19 | 176   |
| 222   | 10 a 14 | 177   |
| 189   | 5 a 9   | 183   |
| 138   | 0 a 4   | 142   |

## Economia
El 2007 la població en edat de treballar era de 3.408 persones, 2.192 eren actives i 1.216 eren inactives. De les 2.192 persones actives 1.841 estaven ocupades (1.139 homes i 702 dones) i 349 estaven aturades (154 homes i 195 dones). De les 1.216 persones inactives 300 estaven jubilades, 347 estaven estudiant i 569 estaven classificades com a «altres inactius».

### Ingressos
El 2009 a Blendecques hi havia 1.953 unitats fiscals que integraven 5.128,5 persones, la mediana anual d'ingressos fiscals per persona era de 14.515 €.

### Activitats econòmiques
Dels 192 establiments que hi havia el 2007, 15 eren d'empreses extractives, 9 d'empreses alimentàries, 11 d'empreses de fabricació d'altres productes industrials, 15 d'empreses de construcció, 35 d'empreses de comerç i reparació d'automòbils, 16 d'empreses de transport, 9 d'empreses d'hostatgeria i restauració, 11 d'empreses financeres, 5 d'empreses immobiliàries, 11 d'empreses de serveis, 42 d'entitats de l'administració pública i 13 d'empreses classificades com a «altres activitats de serveis».
Dels 36 establiments de servei als particulars que hi havia el 2009, 1 era una oficina de correu, 3 oficines bancàries, 1 funerària, 5 tallers de reparació d'automòbils i de material agrícola, 1 taller d'inspecció tècnica de vehicles, 2 autoescoles, 5 paletes, 1 guixaire pintor, 2 fusteries, 2 lampisteries, 1 electricista, 2 empreses de construcció, 5 perruqueries i 5 restaurants.
Dels 12 establiments comercials que hi havia el 2009, 1 era una gran superfície de material de bricolatge, 3 fleques, 2 carnisseries, 1 una peixateria, 1 una botiga de roba, 1 una sabateria, 1 una botiga d'electrodomèstics i 2 floristeries.
L'any 2000 a Blendecques hi havia 6 explotacions agrícoles.

## Equipaments sanitaris i escolars
El 2009 hi havia 1 hospital de tractaments de curta durada, 2 farmàcies i 1 ambulància.
El 2009 hi havia 2 escoles maternals i 3 escoles elementals.

## Poblacions més properes
El següent diagrama mostra les poblacions més properes.